# Bryce Davison
Bryce Davison (Walnut Creek, 29 gennaio 1986) è un ex pattinatore artistico su ghiaccio statunitense naturalizzato canadese, specializzato nel pattinaggio artistico su ghiaccio a coppie. Pattinando con Jessica Dubé ha vinto un bronzo al Campionato del mondo nel 2008.

## Palmarès

### Coppie con Jessica Dubé
| Risultati                                                                     | Risultati      | Risultati      | Risultati      | Risultati      | Risultati      | Risultati      | Risultati      |
| Internazionali                                                                | Internazionali | Internazionali | Internazionali | Internazionali | Internazionali | Internazionali | Internazionali |
| Evento                                                                        | 2003–04        | 2004–05        | 2005–06        | 2006–07        | 2007–08        | 2008–09        | 2009–10        |
| ----------------------------------------------------------------------------- | -------------- | -------------- | -------------- | -------------- | -------------- | -------------- | -------------- |
| Giochi olimpici invernali                                                     |                |                | 10°            |                |                |                | 6°             |
| Campionati mondiali                                                           |                |                | 7°             | 7°             | 3°             | 7°             | 6°             |
| Campionati dei Quattro continenti                                             |                |                |                | R              |                | 2°             |                |
| GP Finale                                                                     |                |                |                |                | 4°             |                |                |
| GP Trophée Eric Bompard                                                       |                |                |                |                |                |                | 2°             |
| GP Cup of China                                                               |                |                | 4°             |                |                |                |                |
| GP NHK Trophy                                                                 |                |                |                |                | 3°             | 3°             |                |
| GP Skate America                                                              |                |                | 6°             |                | 1°             |                |                |
| GP Skate Canada                                                               |                |                |                |                | 2°             | 2°             | 3°             |
| Internazionali: Junior                                                        |                |                |                |                |                |                |                |
| Campionati mondiali                                                           | 2°             | 2°             |                |                |                |                |                |
| JGP Finale                                                                    | 1°             | R              |                |                |                |                |                |
| JGP Cina                                                                      |                | 2°             |                |                |                |                |                |
| JGP Giappone                                                                  | 1°             |                |                |                |                |                |                |
| JGP Messico                                                                   | 1°             |                |                |                |                |                |                |
| JGP USA                                                                       |                | 1°             |                |                |                |                |                |
| Nazionali                                                                     |                |                |                |                |                |                |                |
| Campionati canadesi                                                           | 1° J.          | R              | 2°             | 1°             | 2°             | 1°             | 1°             |
| GP = Grand Prix; JGP = Junior Grand Prix; J. = Categoria Junior; R = Ritirati |                |                |                |                |                |                |                |

### Coppie con Claire Daugulis
| Evento                              | 2001–02 | 2002–03 |
| ----------------------------------- | ------- | ------- |
| Campionati canadesi                 | 5° N.   | 7° J.   |
| JGP USA                             |         | 5°      |
| Categorie: N. = Novice; J. = Junior |         |         |

### Individuale meschile
| Evento                              | 2001–02 | 2002–03 | 2003–04 | 2004–05 | 2005–06 | 2006–07 |
| ----------------------------------- | ------- | ------- | ------- | ------- | ------- | ------- |
| Campionati canadesi                 | 14° N.  | 3° N.   | 10° J.  | 6° J.   | 15°     | 15°     |
| Categorie: N. = Novice; J. = Junior |         |         |         |         |         |         |